# Гомотетичные предпочтения
В экономике гомотетичными предпочтениями (англ. homothetic preferences) называются такие предпочтения, которые могут быть представлены гомотетичной функцией полезности. При анализе спроса на потребление различных товаров и услуг и для представления предпочтений потребителя часто используются и однородные, и гомотетичные предпочтения. Гомотетичная функция представляет собой монотонное преобразование однородной функции. Впрочем, ординалистские функции полезности определены с точностью до монотонного преобразования, поэтому на практике разница между данными двумя концепциями (однородной и гомотетичной) незначительна.
В модели, где конкурирующие потребители оптимизируют гомотетичную функцию полезности при заданном бюджетном ограничении, соотношения товаров, на которые предъявляется потребительский спрос, зависят лишь от их относительных цен, но не от дохода или масштаба. Это соответствует линейному «пути расширения» (англ. expansion path) богатства (то есть, имеющихся средств): наклон кривых безразличия не изменяется вдоль луча, проведённого из начала координат. Более того, косвенная функция полезности может быть записана как линейная функция богатства, то есть гомотетичные представления имеют форму Гормана и могут быть агрегированы среди индивидов.